# 標準化団体
標準化団体（ひょうじゅんかだんたい、英語: standardizing body）とは、それぞれの分野の標準を策定する団体。これらの内、予め定められた一定の手続きにもとづいて標準化を行うものを、標準化組織（ひょうじゅんかそしき、英語: standardizing organization）という。
標準化団体では、勧告や参考情報などを出すことにより、データのソフトウェア間の相互利用などの促進を図っている。
例としては、国際標準化機構（ISO）や国際電気標準会議（IEC）などに代表される国際標準化団体や、日本産業標準調査会（JISC）や米国国家規格協会（ANSI）などのような国内の標準化団体がある。

## 分野別の標準化団体

### 自動車に関連する標準化団体
- SAE International
- ISO
- IEC

### 航空機に関連する標準化団体
- SAE International（機体の設計製造）
- RTCA（機体設計製造）
- ASTM International（機体の設計製造）
- EUROCAE（機体の設計製造）

上記の、航空機体の設計製造の標準化団体は、世界貿易機関（WTO）の貿易の技術的障害（TBT）に則った、国際標準化団体と唄っている。例えばASTMでは各規格文書の冒頭に「世界貿易機関（WTO）の貿易の技術的障害（TBT）委員会が発行した「国際規格，ガイド及び勧告の開発のための原則に関する決定」において確立された標準化に関する国際的に認められた原則に従って開発された」と示している。
- IATA（航空機の運航）

### 農業の標準化団体
- GLOBALG.A.P（英語版）